# Melicharella paradisea
Melicharella paradisea är en insektsart som beskrevs av Alexander Fyodorovich Emeljanov 1975. Melicharella paradisea ingår i släktet Melicharella och familjen dvärgstritar. Inga underarter finns listade i Catalogue of Life.